# Хюб Стевенс
Хюб Стевенс (на холандски Huub Stevens) е холандски футболист и треньор. Роден е на 29 ноември 1953 в град Ситард, Холандия.

## Кариера
Като футболист Стевенс играе за отборите на ФФ Ситард, Фортуна (Ситард) и ПСВ Айндховен, с който печели Купата на УЕФА през 1978 г. За националния отбор има 18 мача и участва на Европейското първенство през 1980 в Италия.
Стевенс става треньор веднага след приключването на активната си състезателна кариера през 1986. Първо е треньор на юношеския отбор на Айндховен. В началото на 90-те завършва престижната треньорска школа в Кьолн. През 1993 става треньор на мъжкия отбор на Рода. Най-дълго се задържа начело на Шалке 04 (1996 – 2002), където постига немалко успехи – сред тях са две Купи на Германия и Купата на УЕФА. През лятото на 2002 е назначен за треньор на Херта, а около година и половина след това е уволнен заради слаби резултати. През юни 2004 г. става треньор на 1. ФК Кьолн във Втора Бундеслига. След като класира тима на първо място и спечелва промоция за Първа Бундеслига, Стевенс напуска отбора, изтъквайки като причина влошеното здравословно състояние на съпругата си Тоос, която страда от хронично чревно заболяване. За да бъде по-близко до нея, той отново поема отбора на Рода.
От 2 февруари 2007 Стевенс е треньор на Хамбургер ШФ, а договорът му е до лятото на 2008 г. Стевенс поема отбора, когато той е изпаднал в дълбока криза – последно място в класирането само с една победа и 15 точки от 19 мача и общо три победи в 28 официални мача. Стевенс поема отбора от Томас Дол. В първите си десет мача начело на Хамбургер холандецът има шест победи и две равенства, а отборът се изкачва до деветото място в класирането. Междувременно съпругата му се подлага на спешна операция, след която лекарите я поставят в изкуствена кома. Ръководството на Хамбургер разрешава на Стевенс да пътува до Холандия и да се връща само за заключителните тренировки и за мачовете. Впоследствие състоянието на Тоос се стабилизира. В края на сезона Хамбургер е седми и получава право за участие в турнира УЕФА Интертото. По средата на сезон 2007/2008 Стевенс обявява, че няма да поднови договора си, който изтича през лятото на 2008 г., а ще се върне в Холандия, за да бъде близо до съпругата си. Там той ще поеме Айндховен.

## Успехи

### Като футболист
- Купа на УЕФА – 1978 (с Айндховен)

### Като треньор
С Шалке
- Купа на УЕФА – 1997
- Купа на Германия – 2001, 2002
- Вицешампион – 2001

С Херта
- Купа на лигата – 2002

С Кьолн
- Шампион на Втора Бундеслига – 2005

Други
- Феновете на Шалке го избират за треньор на отбора на столетието на Шалке.